# Vegas de Matute (kommunhuvudort)
Vegas de Matute är en kommunhuvudort i Spanien.   Den ligger i provinsen Provincia de Segovia och regionen Kastilien och Leon, i den centrala delen av landet, 60 km nordväst om huvudstaden Madrid. Vegas de Matute ligger 1 021 meter över havet och antalet invånare är 259.
Terrängen runt Vegas de Matute är kuperad åt sydost, men åt nordväst är den platt.Runt Vegas de Matute är det ganska glesbefolkat, med 29 invånare per kvadratkilometer. Närmaste större samhälle är Cercedilla, 19,5 km öster om Vegas de Matute. 